# Order Świętego Andrzeja (Rosyjski Kościół Prawosławny)
Order Świętego Andrzeja – najwyższe odznaczenie Rosyjskiej Cerkwi Prawosławnej ustanowione 27 grudnia 1988 przez Święty Synod, pod patronatem św. Andrzeja na pamiątkę tysiąclecia chrztu Rusi. Nazwą nawiązuje bezpośrednio do dawnego imperialnego, a obecnie domowego orderu dynastii Romanowów o tej samej nazwie.
Order jest jednoklasowy i posiada jako insygnia odznakę i gwiazdę. Odznaka to czteropromienna złota gwiazda z niebieskim krzyżem X, na którym jest położony otoczony brylantowym wieńcem owalny medalion z podobizną świętego. Zawieszką odznaki jest korona patriarchalna. Order noszony jest na niebieskiej (?) wstędze z lewego ramienia na prawy bok. Gwiazda orderu, bogato ozdobiona brylantami, jest ośmiopromienna z czterema srebrnymi i czterema czerwonymi promieniami i zawiera w środku medalion z monogramem świętego, otoczony niebieską opaską z dewizą (w języku staro-cerkiewno-słowiańskim) „АЗЪ ЕСМЬ СВЕТЪ МИРУ” („Ja jestem światłością świata” Jan 8:12) i wieńcem dębowym. Nadawany być może tylko przez prawosławnego patriarchę Moskwy i Wszechrusi lub Święty Synod.